# Found in Far Away Places
Found in Far Away Places is het zevende studioalbum van de Amerikaanse metalcoreband August Burns Red. Het album piekte op een 19e plaats in de Billboard 200 en verkocht in de eerste week 29.000 album-equivalent units. Het is het eerste album dat de band via Fearless Records uitgebracht heeft.
Het nummer Identity ontving een Grammy-nominatie voor Best Metal Performance.

## Nummers
| 1.                 | The Wake                                                             | 3:26 |
| 2.                 | Martyr                                                               | 4:35 |
| 3.                 | Identity                                                             | 4:19 |
| 4.                 | Separating the Seas                                                  | 4:19 |
| 5.                 | Ghosts (met Jeremy McKinnon van A Day to Remember)                   | 4:49 |
| 6.                 | Majoring in the Minors                                               | 4:18 |
| 7.                 | Everlasting Ending (met Paul Waggoner van Between the Buried and Me) | 5:09 |
| 8.                 | Broken Promises                                                      | 6:12 |
| 9.                 | Blackwood                                                            | 4:42 |
| 10.                | Twenty-One Grams                                                     | 4:53 |
| 11.                | Vanguard                                                             | 5:39 |
| Totale duur: 52:25 |                                                                      |      |

| 12.                | Marathon                         | 4:46 |
| 13.                | Majoring in the Minors (reprise) | 4:20 |
| 14.                | Identity (MIDI versie)           | 4:22 |
| Totale duur: 65:49 |                                  |      |

## Formatie
- Jake Luhrs – leidende vocalen
- JB Brubaker – leidende gitaar
- Brent Rambler – slaggitaar
- Dustin Davidson – bas, achtergrondvocalen
- Matt Greiner – drums, piano